# Areopaguristes abbreviatus
Areopaguristes abbreviatus is een tienpotigensoort uit de familie van de Diogenidae. De wetenschappelijke naam van de soort is voor het eerst geldig gepubliceerd in 1963 door Dechancé.